# Christophe Bordeau
Pour les articles homonymes, voir Bordeau.
Christophe Bordeau, né le 3 août 1968 à Tours, est un ancien nageur français spécialiste des 200 mètres papillon, 4 nages et nage libre.
Lors de sa carrière, il participa à trois Jeux olympiques, Séoul en 1988, Barcelone en 1992 et Atlanta en 1996, et gagna la médaille de bronze du 200 mètres papillon aux championnats d'Europe à Athènes en 1991.
Il représenta toute sa carrière son club de formation les Enfants de Neptune de Tours.

## Palmarès

### Palmarès international
- 3ème du 200m papillon aux Championnats d'Europe juniors de 1984

### Championnat de France
25 titres de champions de France (15 en hiver et 10 en été).